# L'Or de l'azur
L'Or de l'azur est un tableau du peintre Joan Miró datant de 1967. Étoiles, planètes, configurations de base des caractères essentiels (les femmes et les hommes, le principe féminin et masculin) et, au-dessus, une ligne ondulée, probablement un oiseau qui réinvente l'horizon, ce qui contribue à définition de cet espace et offre une nouvelle version de la cosmologie de Miró. 